# 长果落新妇
长果落新妇（学名：Astilbe longicarpa）为虎耳草科落新妇属下的一个种。产台湾。模式标本采自台湾。

## 扩展阅读
- 維基物種上的相關：长果落新妇